# The Happytime Murders
The Happytime Murders ist eine US-amerikanische Filmkomödie aus dem Jahr 2018. Regisseur ist Brian Henson. Der Film kombiniert menschliche Darsteller mit Puppen.

## Handlung
The Happytime Murders spielt in einer Welt, in der Muppet-ähnliche Puppen in Koexistenz mit Menschen leben, von diesen aber als Bürger zweiter Klasse betrachtet und behandelt werden.
Phil Phillips ist Privatdetektiv in Los Angeles. Bis vor zwölf Jahren war er Polizist und als solcher die erste Puppe im Dienst des Los Angeles Police Department. Bei einem gemeinsamen Einsatz mit seiner menschlichen Dienstpartnerin Connie Edwards erschoss er versehentlich einen Passanten an Stelle eines Verbrechers. Ihm wurde zur Last gelegt, den Verbrecher absichtlich verfehlt zu haben, da es sich bei diesem ebenfalls um eine Puppe handelte. Edwards sagte gegen Phillips aus, dieser wurde aus dem Dienst entlassen, und es wurde ein Gesetz verabschiedet, das Puppen die Arbeit bei der Polizei untersagte.
Eine neue Klientin sucht Phillips auf: Sandra White, eine Puppe, gibt an, von einem Unbekannten wegen ihrer nymphomanen Neigungen erpresst zu werden. Eine erste Spur führt Phillips in einen Sexshop. Während er dort im Büro recherchiert, wird der Geschäftsraum von einem Unbekannten überfallen, der alle Anwesenden erschießt. Unter den Toten befindet sich Mr. Bumblypants, eine Puppe, die früher in einer Sitcom für Kinder namens The Happytime Gang mitspielte. Connie Edwards ist Mitglied des herbeieilenden Ermittlungsteams und die aus den Geschehnissen vor zwölf Jahren resultierende Feindschaft zwischen Edwards und Phillips bricht wieder aus. Wenig später wird Larry Phillips ermordet, Phils Bruder – und ebenfalls Star der Happytime Gang. Auf Drängen seines ehemaligen Vorgesetzten Banning ermitteln Phillips und Edwards gemeinsam. Sie finden heraus, dass den Stars der Sitcom 10 Millionen US-Dollar aus Zweitverwertungsrechten zustehen und dass die Summe im Falle des Todes eines der Schauspieler auf die übrigen Darsteller aufgeteilt würde. Sie folgern, dass der Täter einer der Darsteller sein muss, der so seinen Anteil steigern will, und suchen die verbleibenden Personen auf.
Die von Phillips aufgesuchten Personen, darunter mit seiner Exfreundin Jenny auch die einzige menschliche Happytime-Gang-Darstellerin, sterben kurz vor oder nach Phillips Besuch, so dass dieser ins Visier der ermittelnden Beamten rückt und schließlich verhaftet wird; Edwards als seine Begleiterin wird vom Dienst suspendiert. Plötzlich wird er von Sandra White beschuldigt, die Morde begangen zu haben: Sie sei mit Jenny verheiratet gewesen, weshalb ihr die 10 Millionen Dollar zustünden, und Phillips habe sie und das Geld gewollt. Edwards und Phillips Sekretärin Bubbles wollen ihm helfen und brechen zu Recherchezwecken in Whites Wohnung ein, wo sie den wahren Grund für die Mordserie in Erfahrung bringen: Das Geld war lediglich ein Nebenfaktor. Sandra White ist die Tochter des Passanten, der vor zwölf Jahren versehentlich von Phillips erschossen wurde. Sie hat alle Happytime-Darsteller umgebracht und den Verdacht auf Phillips gelenkt, um Rache zu nehmen.
Bubbles findet heraus, dass sich White mit dem Geld ins Ausland absetzen will. Edwards kann Phillips aus dem Gefängnis befreien. Beide eilen zum Flughafen. Phillips kann White dort stellen, diese nimmt aber Edwards als Geisel. In einer Wiederholung der Situation vor zwölf Jahren ist Phillips gezwungen, einen Rettungsschuss abzugeben, der White tödlich trifft. Phillips und Edwards werden rehabilitiert und das Gesetz, das Puppen den Zugang zum Polizeidienst verwehrt, wird aufgehoben.

## Entstehungsgeschichte
The Happytime Murders wurde bereits 2008 als Projekt von Jim Henson Co., der Produktionsfirma von Jim Henson, angekündigt. Bereits zu diesem Zeitpunkt waren Todd Berger als Drehbuchautor und Brian Henson (Jim Hensons Sohn) als Regisseur vorgesehen. Jim Henson Co. kündigte den Film als Film-noir-Krimikomödie mit Puppen an und verlautbarte, für die Veröffentlichung eine neue Marke gründen zu wollen, da sich der Film an ein volljähriges Publikum richte. Das Projekt schlief zunächst ein, 2010 erwarb aber die Produktionsfirma Lionsgate die Rechte an Bergers Skript und kündigte eine Veröffentlichung für 2011 an. Im Gespräch für eine weibliche Hauptrolle waren Cameron Diaz und Katherine Heigl. 2015 kaufte STX Entertainment die Rechte am Drehbuch. Im Mai 2017 wurde Melissa McCarthy für die weibliche Hauptrolle gecastet. Im September desselben Jahres begannen in Los Angeles die Dreharbeiten. Die Produktion des Films kostete mindestens 40 Millionen US-Dollar, wovon mindestens 10 Millionen Dollar auf die Gage von Melissa McCarthy entfielen. Nach der Veröffentlichung eines Promotionstrailers verklagte Sesame Workshop, die Rechteinhaberin an der Kindersendung Sesamstraße, die Produktionsfirma STX wegen unrechtmäßiger Verwendung ihres Markennamens.
In einem Making-of-Video, das im Bonusmaterial der bluRay-Disc des Films The Happytime Murders abrufbar ist, erklärt Regisseur Brian Henson: Ich wollte zeigen, was die Puppen so treiben, wenn keine Kinder zuschauen. Mein Vater Jim Henson blödelte immer mit seinen Muppets-Kollegen herum, wenn die Kameras gerade nicht liefen und er hatte einen ziemlich dreckigen Humor. Dieser Film ist eine Art Reminiszenz daran, kein Sesam, nur Straße, und die tiefsten Abgründe der Puppenwelt. Das hat Riesenspaß gemacht.
Kinostart war am 22. August 2018. The Happytime Murders wurde auf dem internationalen norwegischen Filmfestival gezeigt.

## Rezeption
The Happytime Murders erhielt ausgesprochen negative Kritiken. Die Rezensionsdatenbank Rotten Tomatoes aggregiert 245 Kritiken zu einer Wertung von 23 %. Der Rolling Stone bezeichnete den Film als „sinnlos grob und ernsthaft unlustig“ und sah in ihm einen Anwärter auf den Titel „schlechtester Film des Jahrzehnts“. Der New Yorker bezeichnete den Film als „in erster Linie widerlich“ und als „Kritiker-Abwehrmittel“, das in Filmkritikern „Allergien“ hervorrufe. Rezensent Richard Brody stellte heraus, dass das Anliegen des Films, alltäglichen Rassismus aufzuzeigen, komplett fehlschlage, gestand The Happytime Murders aber einige „skurrile Anzüglichkeiten“ und lustige Scherze zu. Die singapurische Straits Times attestierte dem Film misogyne Züge und kritisierte, dass die Pointen meist ihr Ziel verfehlten, lobte aber die „beeindruckende“ Arbeit der Puppenspieler.
The Happytime Murders wurde in sechs Kategorien für die Goldene Himbeere 2019 nominiert. In der Kategorie Schlechteste Schauspielerin bekam schließlich Hauptdarstellerin Melissa McCarthy für ihre Rolle als Detective Connie Edwards die Goldene Himbeere zuerkannt. Gleichzeitig bekam McCarthy jedoch ebenso den 2015 eingeführten Himbeeren-Erlöser-Preis zugesprochen, wegen der Oscar-Nominierung für ihr Mitwirken in dem Film Can You Ever Forgive Me?, womit die Schauspielerin künstlerisch rehabilitiert wurde.

## Deutsche Synchronfassung
Die deutsche Synchronfassung entstand bei RC Production Kunze & Wunder, Berlin. Für Dialogbuch und -regie war Marius Clarén verantwortlich. Die deutsche Fassung geht in einigen Szenen deutlich über die englische Originalfassung hinaus, als dass Dialoge nicht nur an den deutschen Sprachraum angepasst oder erweitert, sondern Texte auch hinzugefügt wurden, wenn die Lippen der Schauspieler nicht zu sehen sind. Einige Figuren sprechen zudem mit deutlichem Akzent, etwa Lyle italienisch (stärker als im Original) oder die SM-Hündin holländisch (neu in der Übersetzung).

## Trivia
- In der Szene, in der die intrigante Puppendame Sandra White im Verhörzimmer der Polizei sitzt und Detektivpuppe Phil Philipps des mehrfachen Mordes beschuldigt, parodiert die Handlung die berühmte Beine-Überschlag-Szene der Figur Catherine Tramell, verkörpert von Schauspielerin Sharon Stone, aus dem Spielfilm Basic Instinct von 1992.